# In-situhybridisatie

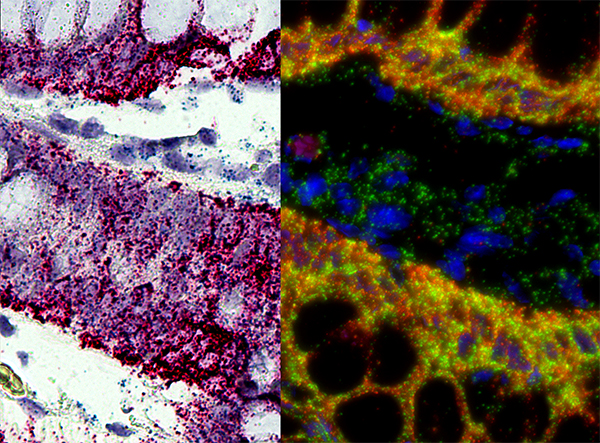
RNA-in-situhybridisatie - KRT5 en huishoudgen in menselijk melanoom FFPE-weefselsectie - gevisualiseerd onder helderveld- en fluorescentiemicroscoop. Een huishoudgen is een gen dat nodig is voor het behoud van een elementaire celfunctie.

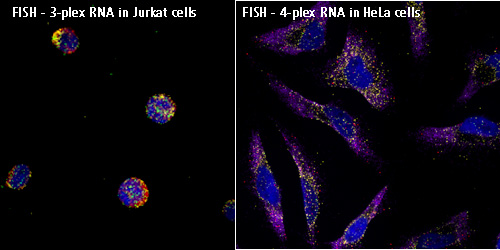
Multiplex RNA-visualisatie in cellen met behulp van ViewRNA FISH-assays

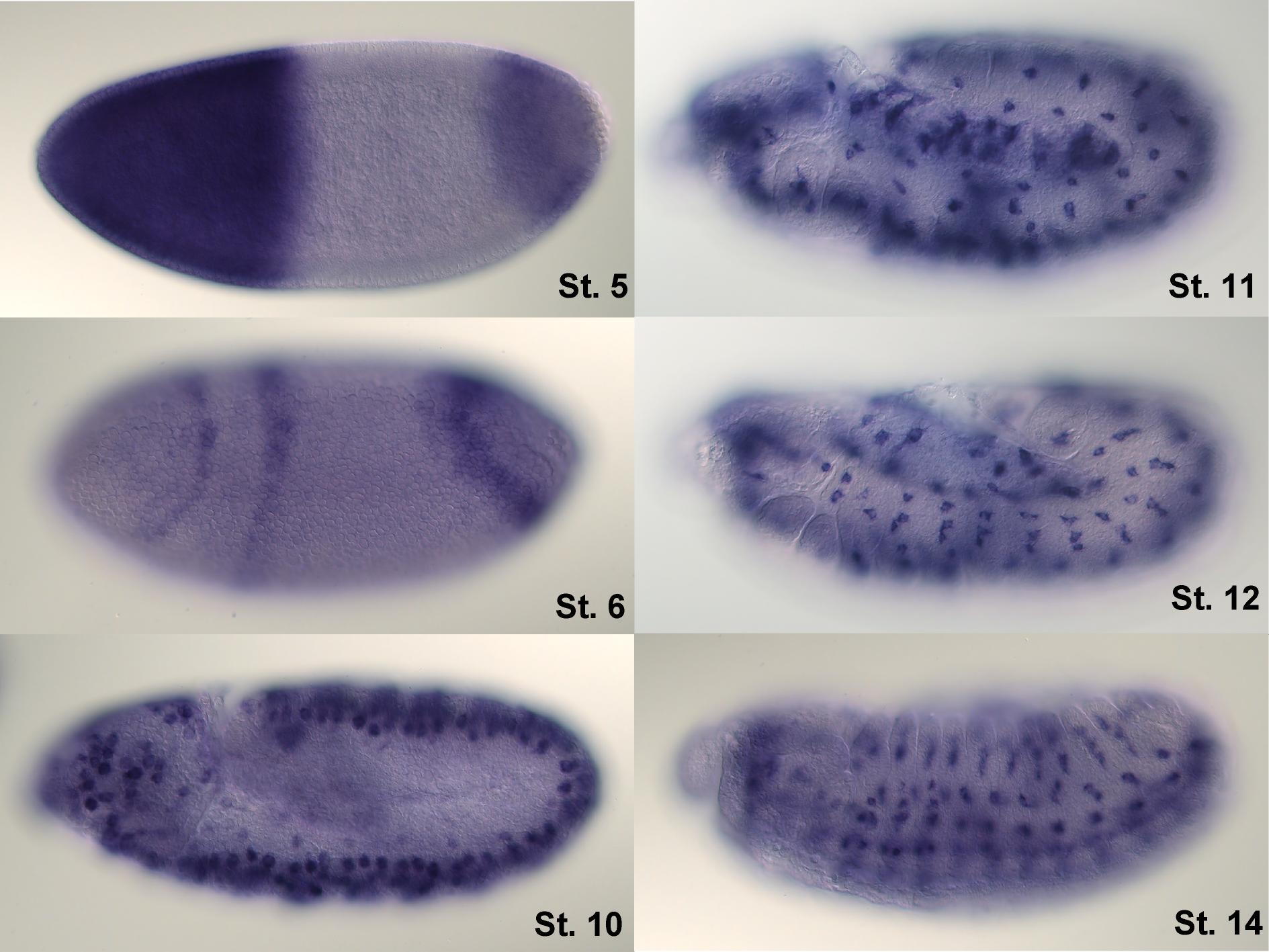
In-situhybridisatie van wildtype-Drosophila-embryo's in verschillende ontwikkelingsstadia voor het RNA van een gen genaamd bochel

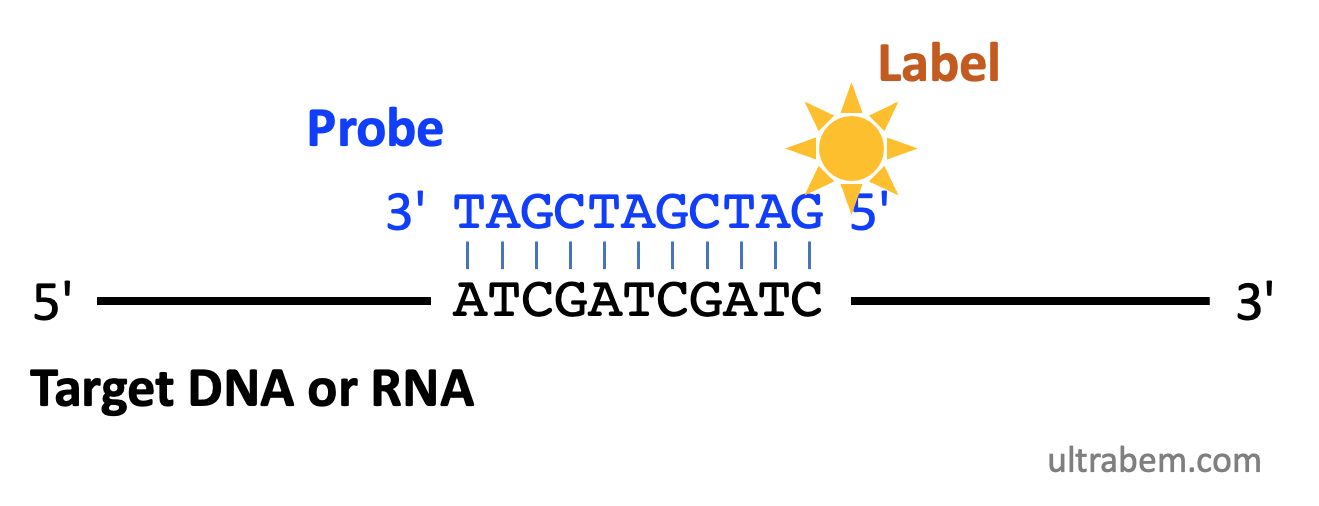
Probe voor hybridisatie-experimenten

In-situhybridisatie (ISH) is een type hybridisatie waarbij gebruik wordt gemaakt van een gelabeld complement DNA, RNA of gemodificeerd nucleïnezuurfragment (d.w.z. kunstmatig geproduceerde probe van een nucleïnezuur) om een specifieke DNA- of RNA-sequentie te lokaliseren in een deel of sectie van weefsel (in situ) of als het weefsel klein genoeg is (bijvoorbeeld plantenzaden, Drosophila-embryo's), in het gehele weefsel (hele coupe ISH), in cellen, metafase-chromosomen en in het lichaam circulerende tumorcellen (CTC's). Dit verschilt van immunohistochemie, waarbij eiwitten gewoonlijk in weefselcoupes worden gelokaliseerd. De probe bindt aan het te detecteren nucleïnezuur via basenparings (hybridisatie).
In-situhybridisatie wordt gebruikt om de locatie van specifieke nucleotidesequenties op chromosomen of in weefsels te bepalen, een cruciale stap voor het begrijpen van de organisatie, regulatie en functie van genen. De belangrijkste technieken die momenteel worden gebruikt omvatten in-situhybridisatie met mRNA met oligonucleotide en RNA-probes (zowel radiogelabeld als hapteen-gelabeld), analyse met licht- en elektronenmicroscopen, in-situcoupeshybridisatie, dubbele detectie van RNA's en RNA plus eiwit, en fluorescentie-in-situhybridisatie voor het detecteren van chromosomale sequenties. Fluorescentie-in-situhybridisatie (FISH) kan worden gebruikt om de structuur van chromosomen te bepalen en kan bijvoorbeeld worden gebruikt in de medische diagnostiek om de chromosomale integriteit te beoordelen. RNA ISH (RNA-in-situhybridisatie) wordt gebruikt voor het meten en lokaliseren van RNA's (mRNA's, lncRNA's en miRNA's) in weefselcoupes, cellen, hele microscopische preparaten en circulerende tumorcellen (CTC's). In-situhybridisatie is ontwikkeld door de Amerikaanse biologen Mary-Lou Pardue en Joseph G. Gall.
Andere gebruikte termen zijn genoom-in-situhybridisatie (GISH), waarbij het totale genoom-DNA als probe wordt gebruikt en de genomen in een cel van elkaar kunnen worden onderscheiden en chromogene in-situhybridisatie (CISH), waarmee de markering van volledige chromosomen mogelijk is.

## Geschiedenis
In-situhybridisatie werd eind jaren zestig ontwikkeld door de Amerikaanse biologen Mary-Lou Pardue en Joseph G. Gall.
Ze gebruikten radioactief gelabelde probes (isotoop labeling). De preparaten moesten vervolgens op een röntgenfilm worden geplaatst en werden voorzien van een foto-emulsie voor een betere resolutie met behulp van een microscoop. Naast de algemene problemen die met radioactiviteit gepaard gaan, was de ruimtelijke resolutie slecht vergeleken met de huidige technieken. Daarom werden probes die covalent aan de labelende moleculen waren gebonden later populair.

## Doel van in-situhybridisatie en omstandigheden voor de hybridisatie
Het doel van in-situhybridisatie is het bepalen van de aanwezigheid of afwezigheid van DNA- of RNA-sequenties van belang, evenals het lokaliseren van deze sequenties in specifieke cellen of chromosomale plaatsen. Optimale omstandigheden voor de hybridisatie van gezuiverde DNA- of RNA-extracten op vaste dragers hangen af van: monstervoorbereiding (weefsel of cel), constructie van de probe, labeling van de probe en de gevoeligheid van de voor detectie gebruikte methode.
- Monstervoorbereiding: Vóór hybridisatie kan een voorbehandeling worden uitgevoerd om de efficiëntie te verhogen en niet-specifieke kleuring te verminderen. Behandeling met proteasen (proteïnase K is de meest gebruikte) vergemakkelijkt de toegang tot de doelsequentie. Acetylering met 0,25% azijnzuuranhydride of 0,1 M triethanolamine vermindert de weefselbinding van de probes. Optimalisatie van monstervoorbereiding, inclusief fixatie en opslag, is belangrijk voor intracellulaire detectie van nucleïnezuren.[8] Fixatie moet er voor zorgen dat het DNA of RNA en de morfologie van het weefsel worden behouden. Daarentegen moeten de processen van synthese en enzymatische afbraak van DNA of RNA stabiel blijven, daarom is de gemiddelde levensduur van het mRNA een belangrijke factor. In deze context moet het te fixeren weefsel zo snel mogelijk na excisie worden ingevroren, waarbij bij de interpretatie van de resultaten rekening wordt gehouden met de tijd tussen excisie en fixatie. Voor fixatie wordt para-formaldehyde gebruikt, in sommige gevallen gevolgd door de toevoeging van glutaaraldehyde. De fixatie van bepaalde weefsels wordt bevorderd door mengsels van azijnzuur en alcohol of door het fixeermiddel van Bouin.[7] Bouin's solution is een combinatiefixatief dat bestaat uit: picrinezuur, formol en ijsazijn.
- Probeconstructie: Verschillende soorten probes zoals cDNA, cRNA (complementair RNA) en synthetische oligonucleotiden worden gebruikt voor in-situhybridisatie. De keuze van de probe zal afhangen van de gevoeligheid en specificiteit, het productiegemak, het gemak waarmee de probe het weefsel kan penetreren, de toepassing en de reproduceerbaarheid van de werkwijze. De optimale probegrootte is 50-300 nucleotiden.[6]
- Probe-labeling: Probe-labeling kan worden gedaan door radio-isotopen op te nemen (3H, 32P, 35S, 14C, 125I) of niet-radioactieve markers (onder andere biotine, specifieke antilichamen). Het gebruik van tradioactieve tracers wordt als de meest gevoelige methode beschouwd. Hybridisatieplaatsen kunnen zichtbaar worden gemaakt door radiografie met röntgenstralen of vloeibare emulsies.[7]
- Gevoeligheid van de methode: Afhankelijk van de gebruikte probe en de sequentie van interesse kunnen verschillende controlereacties worden uitgevoerd, zoals Northern blot of Southern blot, Immunochemie, hybridisatie met onder andere fragmenten met een bekende sequentie.[7]

## Werkwijze in-situhybridisatie
In-situhybridisatie is gebaseerd op het paren van complementaire nucleobasen op twee enkele strengen nucleïnezuur. Eén van de twee strengen is afkomstig van een eerder geproduceerde en gelabelde probe, de andere is aanwezig in het preparaat en moet worden gedetecteerd. De eerste stappen zijn het voorbereiden van het preparaat en het voorbereiden van de probe. De probe is vaak gemaakt van complementair-DNA omdat het stabieler is dan RNA en daardoor makkelijker hanteerbaar is in het laboratorium. DNA kan ook gemakkelijker worden vermenigvuldigd met de huidige methoden. Het gebruik van riboprobes, complementair-RNA, is ingeburgerd bij in-situhybridisatie van RNA, omdat sense- en antisense-monsters met hoge specificiteit kunnen worden geproduceerd met behulp van in vitro transcriptie. Een ander voordeel is dat niet-gehybridiseerd RNA kan worden afgebroken met behulp van RNase en weggewassen. De probe kan worden gelabeld met radio-, fluorescerende of antigeen-gelabelde basen (haptenen (bijv. digoxigenine, biotine of 2,4-dinitrofenol) of, in FISH, direct met fluorescerende moleculen zoals FITC of Cy3. Veelgebruikte methoden voor het labelen van de probes zijn Nick translation, PCR en in vitro transcriptie.

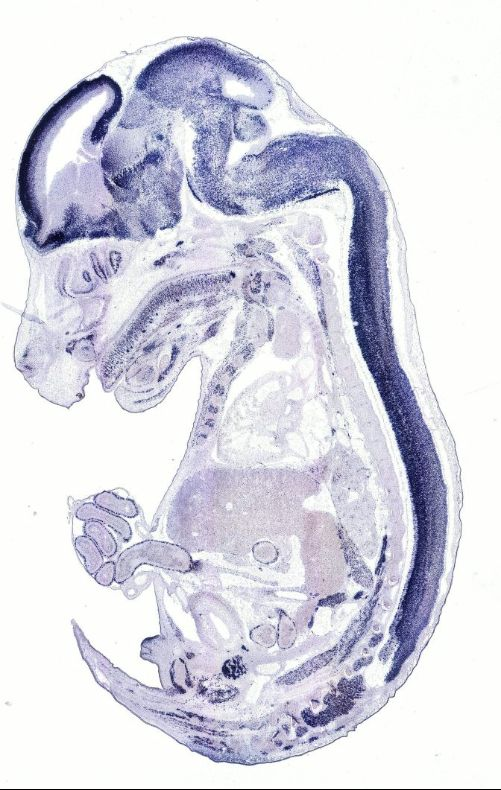
De activiteit van een gen in een muizenembryo in embryonaal stadium E14.5 (na 14,5 van een totaal van 19,5 dagen zwangerschap). Door in-situhybridisatie werd de aanwezigheid van het mRNA en daarmee de activiteit van het gen cannabinoid receptor type 1 (Cnr1) zichtbaar gemaakt als een donkerblauwe kleuring in onder andere in verschillende delen van de hersenen en in het ruggenmerg in met een microtoom gemaakte 25 micrometer dunne, bevroren coupe

Omdat DNA normaal gesproken als een dubbele streng aanwezig is, moet het eerst gescheiden worden (ook: gesmolten of gedenatureerd). Denaturatie kan plaatsvinden door de pH te verschuiven (zowel zuur als alkalisch) of door hitte. Tijdens denaturatie door hitte wordt het smeltpunt meestal verlaagd door de toevoeging van formamide, dat door zijn sterke polariteit de waterstofbruggen tussen de individuele DNA-strengen verzwakt. Dit betekent dat het smelten kan worden bereikt bij temperaturen van ongeveer 70–75 °C, waardoor de structuur van de chromosomen minder wordt vernietigd. Bovendien kan het DNA ook worden uitgerekt en uitgelijnd door Molecular Combing. Parameters van de preparaatoplossing, zoals temperatuur, zout en/of detergentconcentratie kunnen worden gewijzigd om niet-identieke interacties te verwijderen (dat wil zeggen dat alleen exacte sequentieovereenkomsten gebonden blijven).
Vervolgens wordt de probe die is gelabeld met radio-, fluorescerende of antigeen-gelabelde basen gelokaliseerd en gekwantificeerd in respectievelijk het weefsel met behulp van autoradiografie, fluorescentiemicroscopie, of immunohistochemie. ISH kan ook twee of meer probes gebruiken, gelabeld met radioactiviteit of de andere niet-radioactieve labels, om tegelijkertijd twee of meer transcripten te detecteren.
De daadwerkelijke hybridisatie duurt tussen een uur en meerdere dagen, afhankelijk van het probemateriaal en de doelsequentie. Hybride moleculen bestaande uit de nucleïnezuren van het preparaat en de probe zijn dan in het preparaat gevormd. Probemoleculen die niet of niet specifiek gebonden zijn, worden uitgewassen en gebonden probemoleculen kunnen worden gedetecteerd. Bij indirecte labeling gebeurt dit via antilichaamkleuring of, in het geval van biotine, met avidine. De antilichamen (of avidine) zijn op hun beurt gebonden aan enzymen, die kleurstoffen vormen uit toe te voegen chromogene substraten. Vervolgens vindt een microscopische beoordeling plaats.

### Detectie van mRNA met enzymkleuringen
In deze toepassing wordt primair digoxigenine-gelabeld RNA gebruikt. Het digoxigenine kan worden herkend met behulp van een antilichaam dat bijvoorbeeld is gekoppeld aan een enzym. Het enzym, meestal alkalische fosfatase of peroxidase, kan vervolgens, door het toevoegen van reagentia, een kleurstof omzetten die covalent in het weefsel gebonden blijft en zich daarom niet via diffusie verspreidt. Bij het detecteren van mRNA in weefsels worden alleen die cellen gekleurd (gehybridiseerd) waarin een te onderzoeken gen actief is: alleen hier is het overeenkomstige mRNA beschikbaar. Deze procedure wordt vooral gebruikt in ontwikkelingsbiologie, waar het van bijzonder belang is om de activiteit van een gen te monitoren, bijvoorbeeld tijdens embryogenese in situ. Het embryonale of volwassen weefsel moet eerst worden gefixeerd voor kleuring; de activiteit kan daarom niet real time worden gevolgd, maar is slechts een momentopname van de staat waarin het weefsel zich bevond toen het werd gefixeerd.

#### Werkwijze
Het te kleuren weefsel - bijvoorbeeld embryo's van verschillende modelorganismen zoals Arabidopsis thaliana, Drosophila melanogaster, Xenopus laevis, Mus musculus, Danio rerio - wordt met behulp van formaldehyde oplossingen gefixeerd. Het wordt vervolgens overgebracht naar een buffer die formamide bevat en waaraan de gelabelde probe wordt toegevoegd. De hybridisatietijd is afhankelijk van de grootte van het embryo en duurt minimaal enkele uren. Gedurende deze tijd kan de probe door het weefsel diffunderen en aan complementaire sequenties in het mRNA binden. Daarna volgen enkele wasstappen waarbij overtollige, ongebonden probes worden uitgewassen en ten slotte de kleuring, die met een microscoop nauwkeurig kan worden geanalyseerd en gedocumenteerd.
Naast complete preparaties van bijvoorbeeld vliegenembryo's kan in-situhybridisatie op dunne stukjes weefsel worden uitgevoerd. Op deze manier kunnen ook grotere exemplaren zoals menselijk weefsel of complete muizenembryo’s worden onderzocht.

## Chromogene in-situhybridisatie

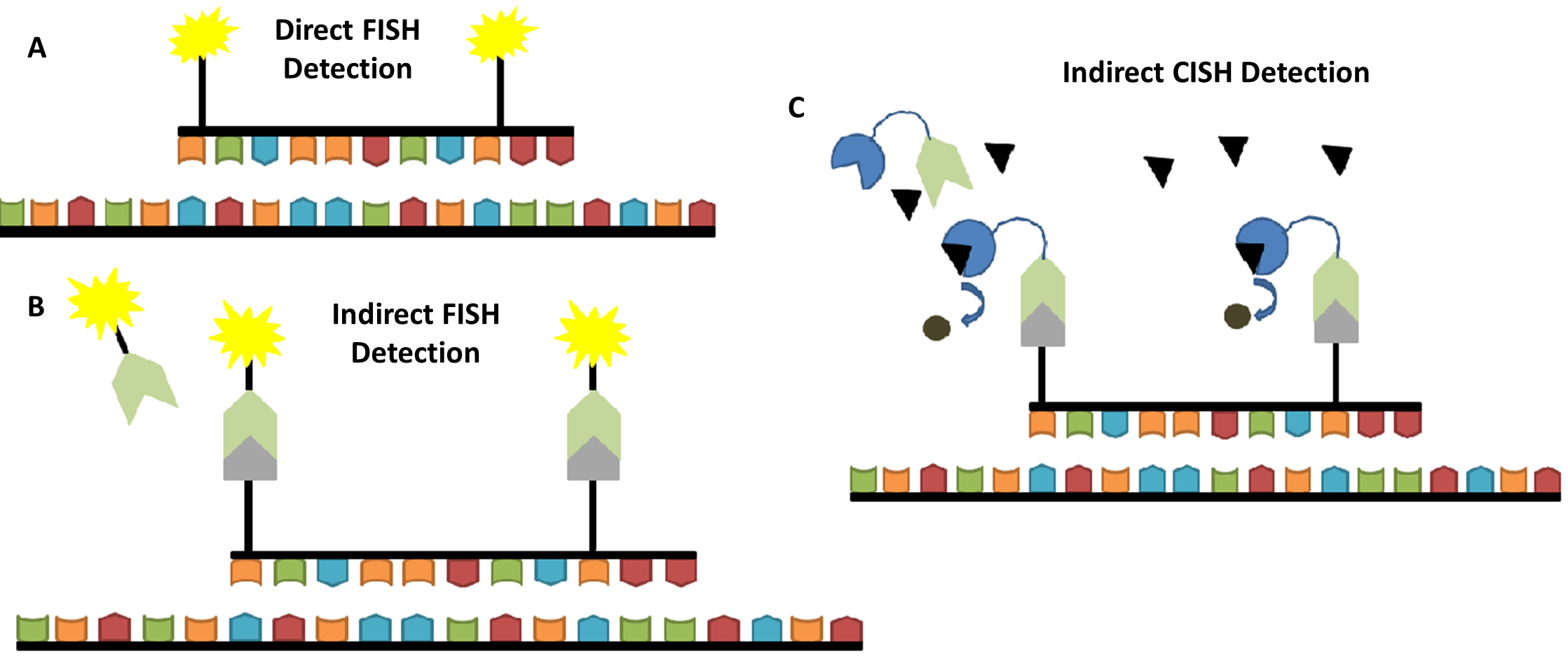
Schema met de verschillen tussen FISH en CISH

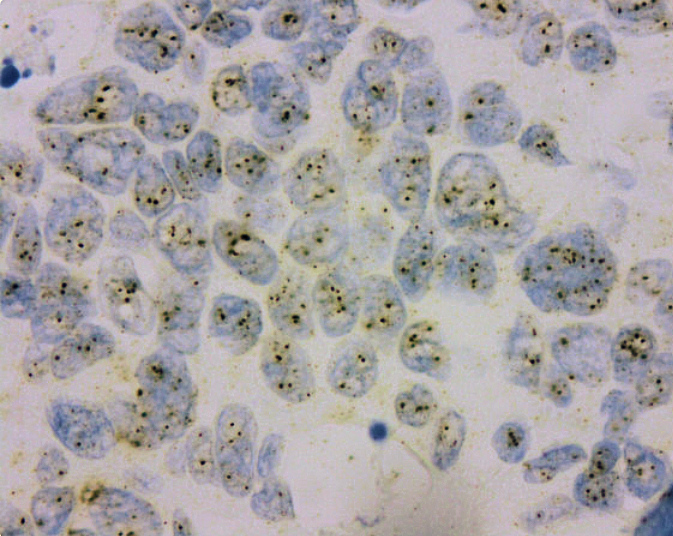
HER2 SISH demonstreert HER2-amplificatie bij borstkanker bij mannen.

Bij chromogene in-situhybridisatie (CISH) worden peroxidase- of alkalische fosfatase-reacties gebruikt met behulp van helderveldmicroscopie in weefsels gefixeerd met formaline en ingebed in paraffine. Bij deze techniek worden antilichamen geconjugeerd met een enzym dat reacties van chromogene substraten katalyseert. De resulterende chromogenen slaan neer op de doellocatie van de probe en kunnen worden gedetecteerd met helderveldmicroscopie.
Deze techniek biedt niet alleen een eenvoudig te gebruiken, economisch alternatief voor FISH, maar heeft ook het voordeel dat hiermee het weefsel zichtbaar gemaakt kan worden, inclusief de celkern en de vorm van de cel, samen met het signaal. In tegenstelling tot de meeste fluorescent detectiereagentia, zijn chromogene middelen die in de meeste CISH-methoden worden gebruikt, chemisch stabiel en vervagen ze niet na verloop van tijd, waardoor ze gemakkelijk kunnen worden bewaard en monsters opnieuw kunnen worden onderzocht. De afbeelding toont de verschillen tussen fluorescentie-in-situhybridisatie (FISH) en chromogene in-situhybridisatie (CISH). Een van de toepassingen van CISH is dat de techniek ons in staat stelt de deletie van een gen, chromosomale translocaties en het chromosoom-nummer te onderzoeken.

## Zilver-verbeterde in-situhybridisatie
Zilver-verbeterde in-situhybridisatie (Silver-enhanced in situ Hybridization (SISH)) is een variant van in-situhybridisatietechnieken, die gebruik maakt van metallografische detectie. Hier is de hybridisatieprobe gekoppeld aan een enzym dat neutraliseert en zorgt voor afzetting van metaal – meestal zilver – uit de oplossing op de doellocatie van de probe. De coupe wordt zwart gekleurd en is in het algemeen dicht, fijnkorrelig en absoluut stabiel.

## Genoom-in-situhybridisatie

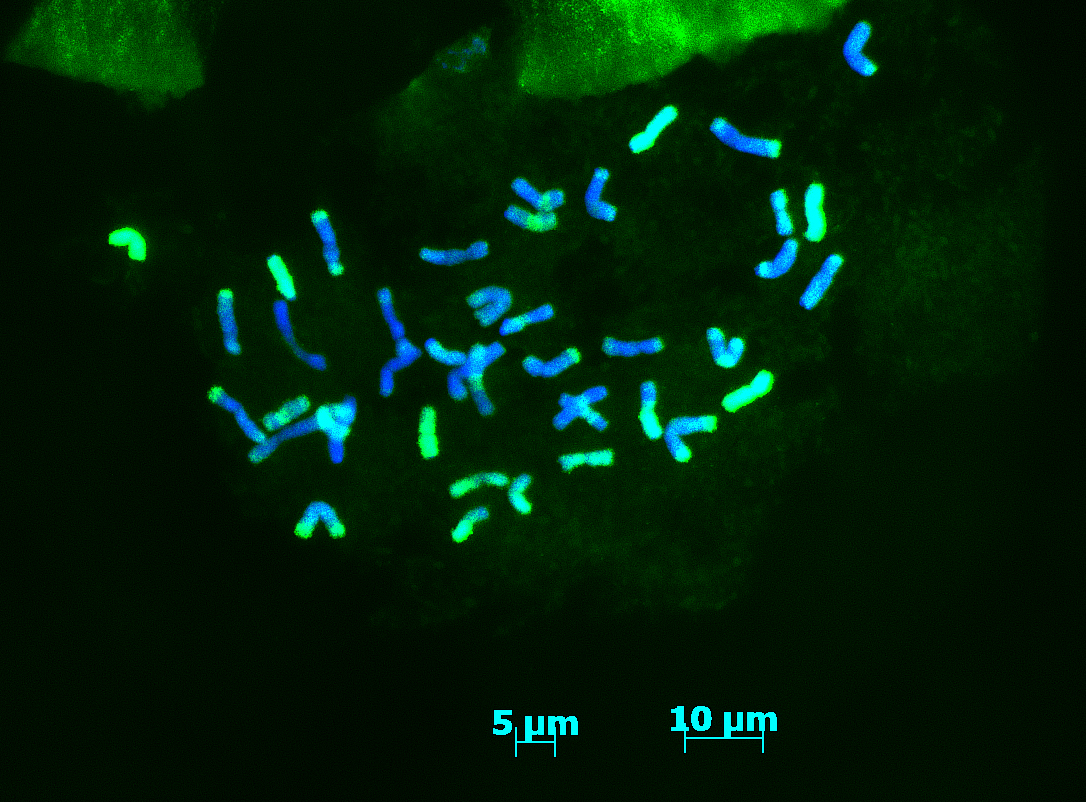
Genoom-in-situhybridisatie (GISH) bij Thinopyrum intermedium chromosomen

Genoom-in-situhybridisatie (GISH) wordt op grote schaal gebruikt bij de moleculaire cytogenetica.
Het belangrijkste kenmerk van deze techniek is dat terwijl FISH specifieke DNA-sequenties als probes gebruikt, GISH genoom-DNA van een soort als probe gebruikt. Met behulp van GISH is het mogelijk om de genomen in een hybride van elkaar te onderscheiden. De techniek werd aanvankelijk ontwikkeld voor hybride dierlijke cellijnen (1986) en later voor planten door het Plant Breeding Institute, Cambridge (1987), waar het zijn naam aan ontleent. De techniek omvat extractie, gevolgd door het labelen van DNA met een radioactieve isotoop uit het organisme dat als probe wordt gebruikt om het betreffende genoom te identificeren. Delen van het genoom die vergelijkbaar zijn met de probe hybridiseren en vormen een complex, dat vervolgens wordt gelabeld. De resterende ongehybridiseerde delen van het genoom worden via kleuring zichtbaar gemaakt.
De grote vooruitgang van deze techniek in relatie tot FISH is het labelen van volledige genomen, waardoor deze in veel onderzoeken voordelig wordt, bijvoorbeeld bij de identificatie van genomen en bij meiotische analyse.
GISH wordt ook gebruikt bij de studie van nakomelingen van plantenhybriden, genetische plantenverbeteringsprogramma's en naar de evolutie van polyploïden. Ook kan GISH worden toegepast bij het onderzoek naar de relatie tussen plantensoorten.

## Polymerasekettingreactie met in-situhybridisatie
De polymerasekettingreactie (PCR) wordt gebruikt voor de amplificatie van specifieke DNA- of RNA-sequenties in cellen of weefselcoupes, zodat het aantal kopieën bij in-situ-PCR wordt verhoogd tot niveaus die detecteerbaar zijn met standaard in-situhybridisatiemethoden. Het belangrijkste nut ervan is het identificeren van DNA-sequenties die niet gemakkelijk te detecteren zijn met behulp van standaard in-situhybridisatie. Deze techniek heeft echter een lage amplificatie-efficiëntie en een slechte reproduceerbaarheid. Direct in situ PCR resulteert vaak in vals positieven vanwege de opname van specifieke ongelabelde oligonucleotiden in DNA-fragmenten. Deze artefacten geven nucleaire signalen en zijn duidelijk zichtbaar in apoptotische cellen. De artefacten die het gevolg zijn van de techniek worden verminderd door de werking van een exonuclease of door reparatie van deze DNA-fragmenten met T4 DNA-ligase of door het gebruik van cycli met gelabelde probes. Vals positieven worden niet volledig geëlimineerd, maar de mate van specifieke detectie neemt toe.
Indirecte methoden bieden maximale specificiteit. Meestal worden lange complete probes of genomische probes gebruikt die het aantal reportermoleculen verhogen om een goed signaal te verkrijgen. De aard van de reportersystemen beïnvloedt de specificiteit van de techniek. Radioactieve sondes hebben een hoge stabiliteit, maar zijn erg duur. Colorimetrische systemen op basis van alkalische fosfatase of peroxiden resulteren in een slecht signaal. Op fluorescentie gebaseerde detectiesystemen worden niet aanbevolen omdat ze de weefselmorfologie niet behouden.